# San Quirce de Riopisuerga
San Quirce de Riopisuerga ist ein spanischer Ort in der Provinz Palencia der Autonomen Gemeinschaft Kastilien und León. San Quirce de Riopisuerga gehört seit 1973 zur Gemeinde Alar del Rey. Der Ort am Canal de Castilla befindet sich drei Kilometer südlich vom Hauptort der Gemeinde und ist über die Straße N-611 zu erreichen. 

## Sehenswürdigkeiten
- Romanische Pfarrkirche San Miguel Arcángel, erbaut im 12. Jahrhundert
- Ermita del Santo Cristo, spätromanischer Bau